# San Francisco Chindúa
San Francisco Chindúa es una localidad del estado mexicano de Oaxaca. Es cabecera del municipio de San Francisco Chindúa.

## Demografía
| Censo | Población |
| ----- | --------- |
| 1900  | 731       |
| 1910  | 536       |
| 1921  | 512       |
| 1930  | 377       |
| 1940  | 375       |
| 1950  | 432       |
| 1960  | 783       |
| 1970  | 262       |
| 1980  | 274       |
| 1990  | 719       |
| 1995  | 600       |
| 2000  | 626       |
| 2005  | 638       |
| 2010  | 756       |
| 2020  | 774       |